# Марлоу (Оклахома)
Марлоу (англ. Marlow) — місто (англ. city) в США, в окрузі Стівенс штату Оклахома. Населення — 4385 осіб (2020).

## Географія
Марлоу розташований за координатами 34°37′51″ пн. ш. 97°57′24″ зх. д. / 34.63083° пн. ш. 97.95667° зх. д. (34.630821, -97.956790).  За даними Бюро перепису населення США в 2010 році місто мало площу 18,41 км², з яких 18,05 км² — суходіл та 0,36 км² — водойми.

## Демографія
Згідно з переписом 2010 року, у місті мешкали 4662 особи в 1862 домогосподарствах у складі 1257 родин. Густота населення становила 253 особи/км².  Було 2119 помешкань (115/км²).
Расовий склад населення:
| - 87,2 % — білих - 5,2 % — корінних американців - 0,2 % — чорних або афроамериканців - 0,2 % — азіатів - 1,6 % — осіб інших рас |

До двох чи більше рас належало 5,6 %. Частка іспаномовних становила 4,4 % від усіх жителів.
За віковим діапазоном населення розподілялося таким чином: 25,8 % — особи молодші 18 років, 55,6 % — особи у віці 18—64 років, 18,6 % — особи у віці 65 років та старші. Медіана віку мешканця становила 38,8 року. На 100 осіб жіночої статі у місті припадало 88,0 чоловіків;  на 100 жінок у віці від 18 років та старших — 82,3 чоловіків також старших 18 років.
Середній дохід на одне домашнє господарство  становив 50 758 доларів США (медіана — 37 235), а середній дохід на одну сім'ю — 57 368 доларів (медіана — 42 357). Медіана доходів становила 42 679 доларів для чоловіків та 25 000 доларів для жінок. За межею бідності перебувало 17,3 % осіб, у тому числі 19,7 % дітей у віці до 18 років та 22,3 % осіб у віці 65 років та старших.
Цивільне працевлаштоване населення становило 1866 осіб. Основні галузі зайнятості: освіта, охорона здоров'я та соціальна допомога — 25,2 %, роздрібна торгівля — 13,3 %, виробництво — 12,0 %, сільське господарство, лісництво, риболовля — 11,8 %.